# 臨河盜龍屬
臨河盜龍屬（學名：Linheraptor）是獸腳亞目馳龍科恐龍的一屬，生活在白堊紀晚期的中國。牠是小型二足肉食性動物，身長小於3公尺，约2.5米长。目前僅發現一具標本，但相當完整。模式種精美臨河盜龍（L. exquisitus）是由徐星等人在2010年所描述、命名。

## 敘述

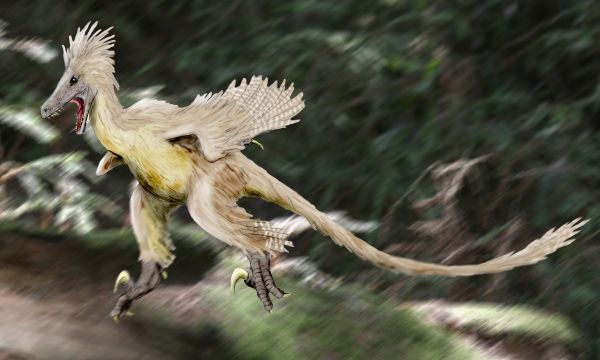
臨河盜龍的想像圖

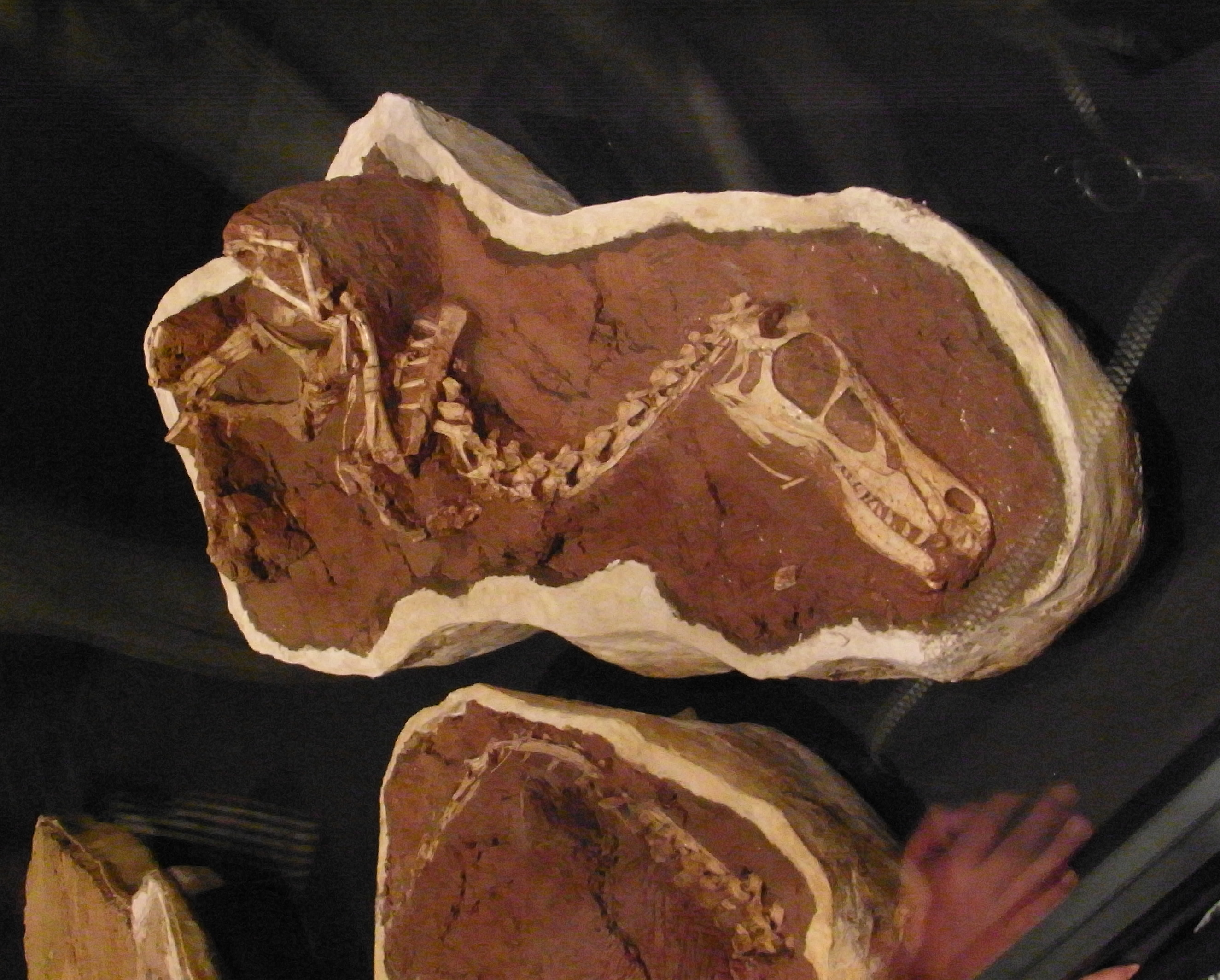

臨河盜龍的頭顱骨

臨河盜龍是種類似鳥類的獸腳亞目恐龍。身長估計值約2.1-2.5米，體重則有25公斤（55磅）左右。牠們是快速行動且靈活的掠食動物，可能會捕殺生活在同地區的小型角龍下目。如同其他馳龍科，臨河盜龍擁有修長的頭顱骨、彎曲呈Ｓ形的頸部、鐮刀狀的第二趾爪、以及修長的尾巴；牠是雙足的肉食性恐龍，大型第二趾爪可能用來協助捕捉獵物。

## 發現及物種
在2008年，Jonah Choiniere與Michael D. Pittman等人在內蒙古巴音滿都呼（Bayan Mandahu）的烏梁素海組（Wulansuhai Formation）發現臨河盜龍的化石；該地層年代可追溯至上白堊紀坎潘階晚期，約7500萬年前。當地也曾出土過許多其他馳龍科恐龍的化石，例如伶盜龍及白魔龍等。
其正模標本（編號IVPP V 16923）的關節未脫落、沒有遭到擠壓變形，堪稱目前所知全世界最完整的馳龍科化石。模式種是精美臨河盜龍（L. exquisitus），是由徐星等人在2010年所命名、發表。屬名意為「臨河強盜」，是以化石發現地內蒙古巴彥淖爾市的臨河區為名；而種名exquisitus則是「精美、完好」的意思，即指其保存良好的化石標本。

## 分類
臨河盜龍被認為與白魔龍有著最密切的親緣關係，兩者屬於伶盜龍亞科，演化位置介於基礎、進階型物種之間。臨河盜龍、白魔龍的頭顱骨擁有數項共同特徵，例如大型上頜孔，也都缺乏進階型物種（例如伶盜龍）的許多特徵。在2012年的一個研究，提出臨河盜龍可能是白魔龍的次異名。

2014年的另一项研究由徐星博士所领导，这项研究否定了临河盗龙是白魔龙同物异名的观点，但是临河盗龙依然存在争议。

## 外部連結
- Fossil of Linheraptor （页面存档备份，存于）.
- Life restoration of Linheraptor exquisitus by paleoartist Julius T. Csotonyi （页面存档备份，存于）